# Національний парк Ріо-Абісео
Національний парк Ріо-Абісео (ісп. Parque Nacional del Río Abiseo) — національний парк, розташований в перуанському регіоні Сан-Мартін. З 1990 року входить до списку Світової спадщини ЮНЕСКО. У парку мешкають багато видів флори і фауни, також тут розташовані понад 30 археологічних ділянок доколумбового періоду. З 1986 року певні частини парку закриті для туристів через хрупкість як природного, так і археологічного середовища.

## Географія і клімат
Національний парк Ріо-Абісео розташований на східному схилі Перуанських Анд між річками Мараньйон і Уаяґа, вкриваючи територію близько 2745,2 км². Зокрема, парк вкриває близько 70 % території басейну річки Абісео. Висоти на території парку між 350 м та 4200 м над рівнем моря.
На території парку розташовані сім кліматичних зон, що включають від альпійських луків та гірських лісів до сухих лісів та вологих тропічних лісів. Опади варіюють від 500 до 2000 мм на рік. Вологий гірський ліс, що займає більшу частину парку, складається з невисоких дерев, мохів та лишаїв. Ця екосистема існує на висотах близько 2300 м. Вологість тут постійна, а дощі випадають протягом всього року, особливо на великих висотах. Ґрунти кислі.

## Дика природа
У парку мешкає жовтохвоста шерстиста мавпа (Oreonax flavicauda), що деякий час вважалася вимерлою та є ендеміком регіону. Багато у чому саме через наявність цієї тварини, що знаходиться під критичною загрозою, ця територія отримала статус національного парку та потрапила до списку Світової спадщини.
Інші відомі представники фауни парку включають:
- Чорний гокко (Penelope montagnii)
- Рудий ревун (Alouatta seniculus)
- Білогруда павукоподібна мавпа (Ateles belzebuth, під загрозою)
- Ягуар (Panthera onca)
- Королівський гриф (Sarcoramphus papa))
- Трисмуга мірікіна (Aotus trivirgatus)
- Гокко Сальвіна або еквадорський міту (Mitu salvini)
- Північний андійський олень або перуанський гаемал (Hippocamelus antisensis, під загрозою)
- Гірський пака (Agouti tazcanowskii, під загрозою)
- Південний чернеті (Netta erythrophthalma)
- Очковий ведмідь (Tremarctos ornatus, під загрозою)
- Гриф-індичка (Cathartes aura)
- Білогрудий капуцин (Cebus albifrons cuscinus)
- Суринамський амазон (Amazona ochrocephala)
- Червоноплащевий пічник? (Phacellodomus berlepschi, під загрозою)
- Жовтобривий туканчик (Aulacorhynchus huallagae, під загрозою)

Всього у високогіррях парку зареєстровано 980 видів рослин, 13 з яких — ендеміки, та близько 5000 видів рослин на всій його території.

## Археологія
Найбільшою та найвідомішою археологічною ділянкою на території парку є Ґран-Пахатен, руїни чачапояс, розташовані на вершині пагорба біля кордону регіону. Неподіляк знаходяться руїни Лос-Пінчудос (відкриті в 1965 році), що являють собою ряд кам'яних могил. Більшість досліджень з археології на території парку проводяться співробітниками Університету Колорадо.